# Babek (ciutat)
Babək (també, Babek, Babekskiy, i Tazakend) és una ciutat i municipi, així com també la capital del districte de Babek, a l'exclavament de Nakhtxivan a l'Azerbaidjan. Tant la ciutat com el districte van ser anomenades en honor de Babak Khorramdin, un revolucionari del segle ix.